# 朝鲜总督府
朝鮮总督府（日语：〔〕／，：／）是大日本帝國统治朝鲜期間，在朝鮮京城（現韓國首爾）景福宫内设立的最高政府机构。
1910年（大日本帝国明治43年，大韩帝国隆熙4年）8月22日，《日韩合并条约》签订，大韩帝国覆灭，主权归日本所有。旋即，日本于朝鲜所置之韩国统监府更名为朝鲜总督府，受属日本天皇直辖。其掌握朝鲜殖民地的军事、立法、行政、司法。全权总督下设置政务总監、总督官房、五部（总务部、内务部、度支部、农商工部、司法部）。另外，设有中枢院、警务总監部、法院和铁路司等机构。
1945年9月，最后一任朝鲜总督阿部信行受降于駐朝鮮美國陸軍司令部軍政廳。朝鲜总督府旋即废止。美軍接管佔領朝鮮半島南半部原日軍受降區以後，美軍政廳以及後來成立的韓國政府繼續使用原朝鮮總督府廳舍，將其改為韓國政府的中央行政機關（중앙행정기관）辦公大樓，称之为“中央廳”（중앙청），1948年8月15日，首任韓國總統李承晚的大韓民國成立宣言也在此發表。後改為國立中央博物館館舍。1995年，朝鮮總督府建築在韓國總統金泳三令下，以「清除日本統治時期的象徵」為由拆除。朝鲜总督府原址现为已复建的景福宫的一部分。

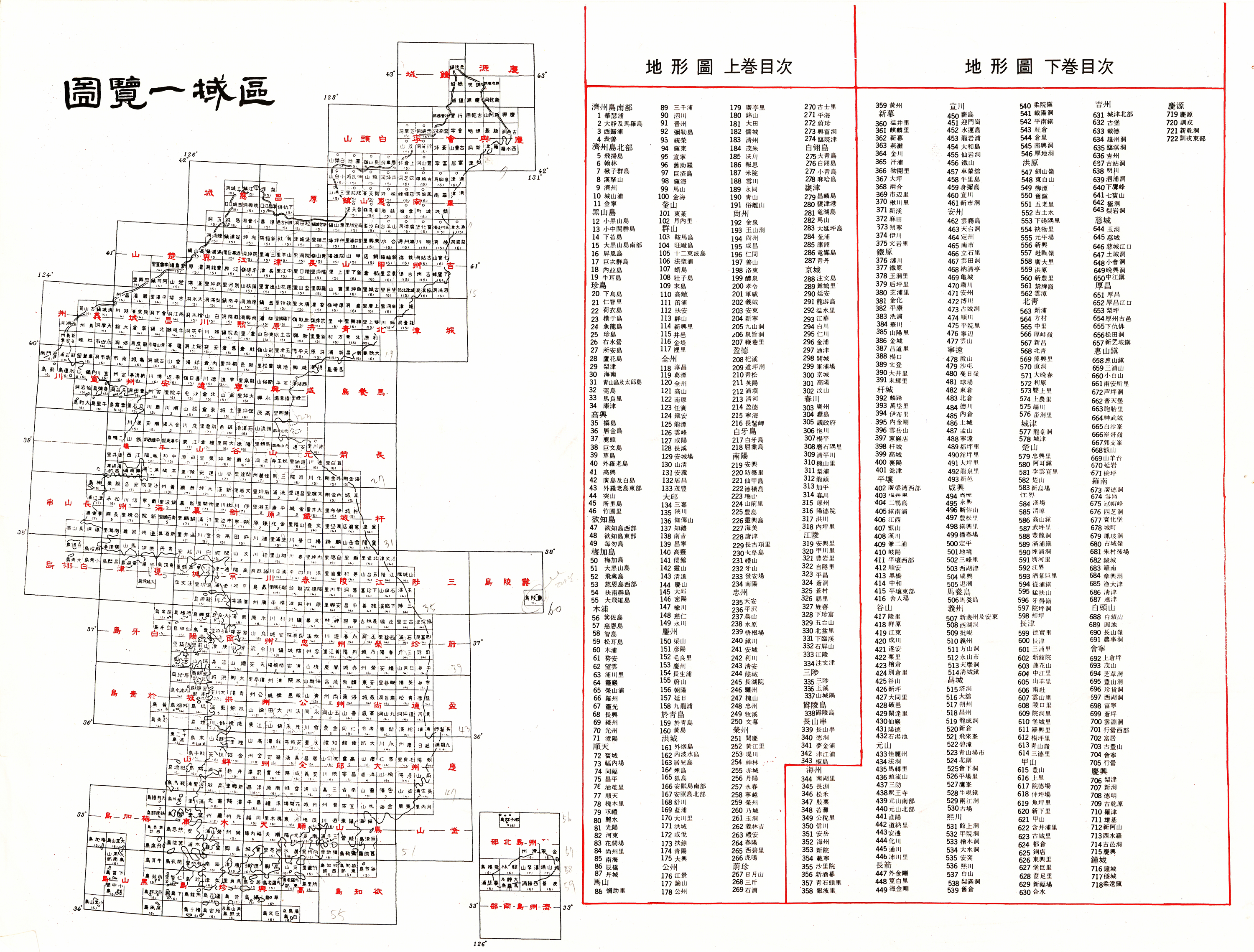
韓國國立中央博物館藏朝鲜总督府管辖范围图

由於二戰結束、日本投降後朝鮮半島的分裂，朝鮮總督府也是迄今為止最後一個實際統治整個半島的政府機關。

## 廳舍建築
1910年日韓合併后，景福宮部分被拆除。目的是讓與总督府當作建地，佔有當年正宮的位置；1995年之前的舊朝鮮總督府廳舍坐落在景福宫前面，相較後方的建築偏斜3.5度，於1926年建成，聘請了在日本開辦事處的德國建築師格奥尔格·迪·拉蘭德設計，1924年，原建筑师死後，日本建築師（野村一郎、國枝博等人）完成，这座钢筋混凝土的五层建筑高54.5米。建築物的造型是歐洲的學院派，占地7055平方米。上有圓頂、下有列柱的官府建築，建筑外壁由全部出产自朝鲜半岛的花岗岩组成，而内部的257座房间则采取砖砌。
朝鮮總督府廳舍在宮殿正門的光化門上建築、朝鮮王朝的正宮——景福宮周圍的建築物被拆掉不少（一説八成以上），但保留了正殿——勤政殿、慶會樓等大部分具象徵意義的建築物。落成後成為朝鮮行政中樞地帶。廳舍完成後從街道方向就看不到宮殿，因此朝鮮民族認為總督府大樓是屈辱歷史的象徵。

### 建築概要
- 層數：5層/構造：鋼筋水泥
- 面積：2,134坪1合6勺（約7,055m²）/總樓面面積：9,619坪7合5勺（約3萬1,800m²）
- 高度：75尺（約22.7m）、中央塔高180尺（約54.5m）
- 房數：257室/大房間：210坪（約694m²）/大會議室106坪4合（約351m²）/樣式：復興式
- 外牆：花崗岩（取自漢城東大門外）、内部牆壁鋪上煉瓦
- 費用：636萬4,482圓（其他外圍倉庫及内部整理費38萬7,500圓）

### 獨立後的廳舍

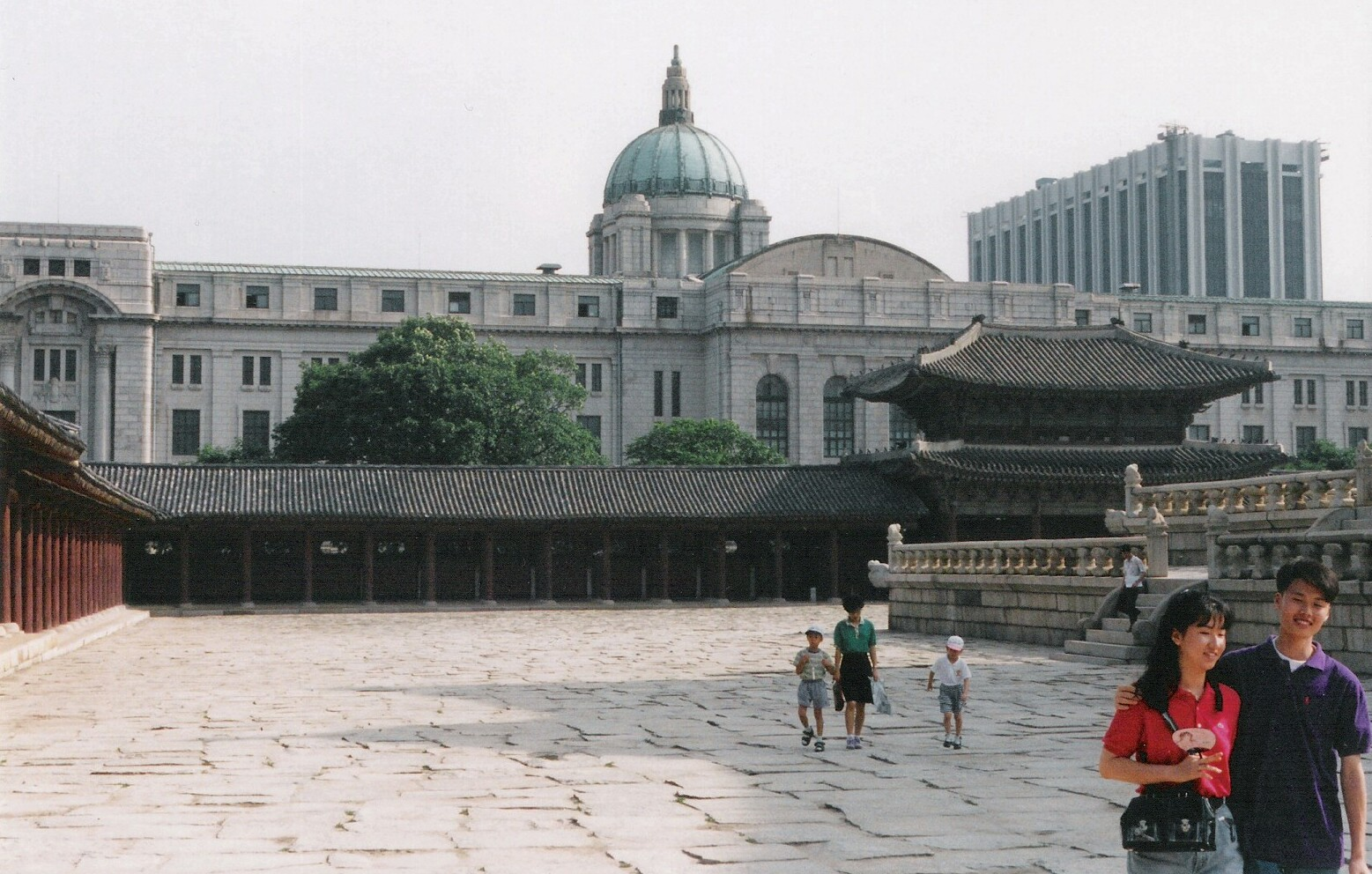
國立中央博物館，攝於1995年（舊朝鮮總督府廳舍）後方

1948年8月大韓民國政府成立的同時，舊總督府廳舍變成政府辦公大樓，稱為「中央廳」，大韓民國的成立宣言也在此發表。
自此韓國內部對此廳舍存廢意見分歧，雖然改為韓國國立中央博物館館址，依然有人認為是屈辱歷史的象徵，爭論不休。最後因為政府決定要修復景福宮，故此決定拆卸廳舍。政府曾經考慮整棟建築移走，可是因為費用過於高昂，所以於1995年8月15日開始拆卸整座廳舍，其中尖塔部分被率先移除，放在天安市郊外的「獨立記念館」展覽。原被遷移他處的景福宮正門光化門，因此得以在此原地重建。

## 警察機構
日韓併合前的1910年7月，韓國統監寺内正毅任命明石元二郎憲兵隊司令官兼任警務總長，從此憲兵與普通警察一體化，稱為憲兵警察制度。韓國併合當年「憲兵警察」與「一般警察」合共7,712名（當中韓國人4,440名）。「憲兵警察」有2,019名（當中韓國人1,012名）。
日本軍和警察派駐韓國各地，憲兵以外的軍人也擔當統治的角色與執行警察的工作，因為在同時期開設的西大門刑務所負責囚禁不少獨立運動家並執行處刑而為人所知。。他們也嚴重鎮壓朝鮮爭取獨立的運動和抵抗日本支配的運動。後來憲兵警察隨著改用文化政治而廢止。雖然朝鮮總督府警察轉變普通警察，但仍然擁有連日本本土的警察都沒有的機槍和野砲等重型裝備，保留著準軍事組織的作風，以對付從大日本帝國統治範圍以外的中國境外獨立派武裝勢力。

## 職員
朝鮮總督府完全接收大韓帝國的政府機構，最初開始就已經有很多韓國人官僚，跟其他外地政廳，例如台灣總督府從零開始有所不同。

## 王公族、貴族
設有具特權的身分制度，韓國的舊皇族成為王公族，併合韓國有功者成為朝鮮貴族。

## 朝鮮總督府組織架構
朝鮮總督府的組織自1910年設立以後經過幾次改編。其中以1919年8月與1943年12月的官制改正的規模比較大。

### 1910年10月
- 朝鮮總督府
  - 總督官房
  - 總務部－人事局、外事局、會計局
  - 内務部－地方局、學務局
  - 度支部－司税局、司計局
  - 農商工部－殖產局、商工局
  - 司法部

- 朝鮮總督府所屬官署（主要）
  - 中樞院[6]
  - 各道
  - 警務總監部
  - 裁判所
  - 監獄
  - 鐵道局
  - 通信局
  - 專賣局
  - 臨時土地調査局

### 1919年8月
撤銷總督府的「部」、内務部所屬的學務局改為總督直屬的同時，撤銷憲兵警察制度及獨立官廳的警務總監部，改設屬於總督府内部部局的警務局。
- 朝鮮總督府
  - 總督官房－庶務部、土木部、鐵道部
  - 内務局
  - 財務局
  - 殖產局
  - 法務局
  - 學務局
  - 警務局

- 朝鮮總督府所屬官署（主要）
  - 中樞院
  - 通信局
  - 專賣局
  - 各道
  - 裁判所
  - 監獄

### 1943年12月
撤銷總督府屬下的總務局、司政局（内務局的後身）、殖產局、農林局、鐵道局、專賣局等6局，新設農商局、礦工局、交通局等3局。終戰時朝鮮總督府由總督官房及内部部局6局、外局2局構成。
- 朝鮮總督府
  - 總督官房
  - 財務局
  - 農商局
  - 礦工局
  - 法務局
  - 學務局
  - 警務局

- 朝鮮總督府所屬官署（主要）
  - 中樞院
  - 通信局
  - 交通局
  - 各道
  - 裁判所
  - 刑務所

## 年表

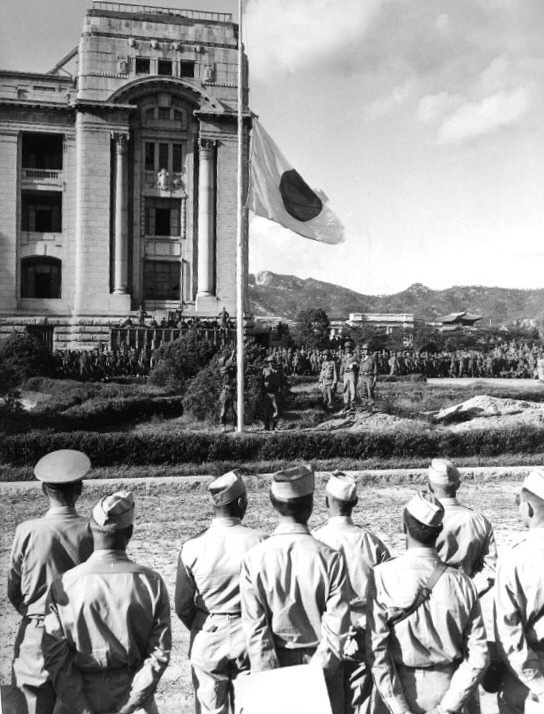
朝鮮總督府向盟軍投降，駐朝鮮美國陸軍司令部軍政廳成立，1945年9月9日

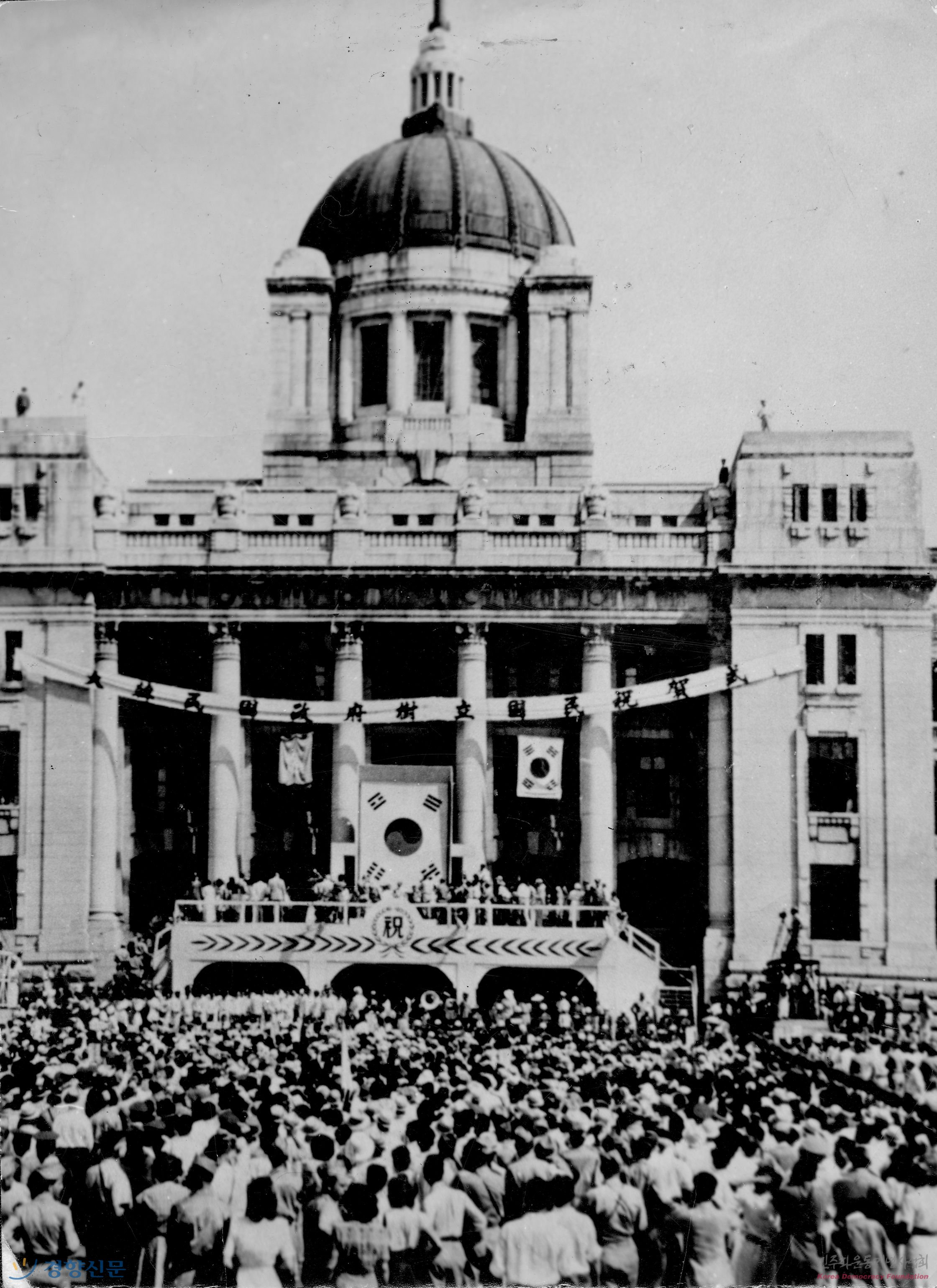
大韓民國政府在中央廳正式成立，1948年8月15日

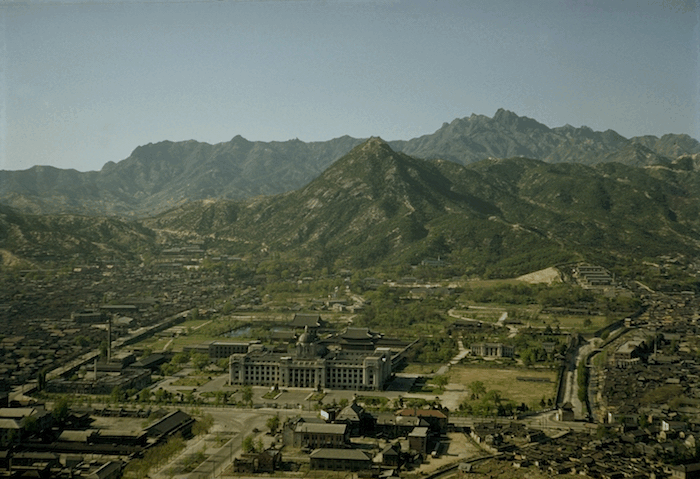
景福宮正前方的舊總督府大樓，1950年

- 1905年11月18日  《乙巳五条约》簽訂，朝鮮淪為日本被保護國
- 1910年 8月22日  《日韩合并条约》簽訂，韓國正式被日本吞并
- 1910年 8月29日　朝鮮总督府成立
- 1919年 1月21日　高宗薨
- 1919年 3月 1日　三一独立运动爆发
- 1919年 8月12日　齋藤實就任第3任总督
- 1919年 8月20日　废除憲兵警察制度
- 1919年10月 5日　金性洙设立京城紡织株式会社
- 1920年 3月 5日　创办朝鲜日报
- 1920年 4月 1日　创办東亞日報
- 1926年 4月 1日　开设京城帝國大學
- 1927年 2月16日　京城放送局开始广播
- 1927年 5月 2日　设立朝鮮窒素株式会社
- 1929年11月 3日－1930年4月　光州学生运动
- 1930年 5月30日　间岛五卅事件
- 1931年 7月 2日　万宝山事件
- 1931年 9月18日　日本侵略中國東北地區
- 1932年 1月 8日　爱国團團员李奉昌在東京试图刺杀日本天皇而失败
- 1932年 4月29日　爱国團團员尹奉吉在上海刺殺日本高官和將領
- 1936年 8月 9日　孫基禎在1936年夏季奥林匹克运动会获得金奖
- 1937年 6月 1日　金日成反日部队攻击朝鲜领内普天堡
- 1937年 7月 7日　中国抗日战争爆发
- 1938年 2月26日　在朝鲜公布陆军特別志愿令
- 1938年 3月 4日　改正朝鮮教育令、学生不必学朝鮮語
- 1940年 2月11日　实行创氏改名
- 1941年 3月31日　改正国民学校規定、废止朝鮮語功课
- 1941年12月 8日　太平洋战争爆发
- 1942年10月 1日　朝鲜语学会事件
- 1944年 4月 1日　开始征兵檢査
- 1944年 8月23日　公布女子挺身队勤劳令
- 1945年 8月 9日　苏联参戰、越境图们江，进军朝鲜北部
- 1945年 8月15日　日本帝国投降，朝鲜建国准备委员会成立
- 1945年 8月21日　苏军占领平壤
- 1945年 8月25日　美军登陆仁川
- 1945年 9月 7日　美國遠東軍司令部宣布军政（朝鮮不能即時独立）
- 1945年 9月 8日　成立駐朝鮮美國陸軍司令部軍政廳（USAMGIK），取代日本統治韓國南部
- 1945年 9月 9日　總督府投降

## 歷代朝鲜总督
相較於台灣，大日本帝國政府比較注重朝鮮。出任韓國統監、朝鮮總督的官員都是地位相當高的政治家、軍人，相對於出任台灣總督有部份文官，朝鮮歷任總督全為軍人出身，當中更不乏出任此職前或後擔任日本首相者。總督中除了齋藤实是海軍大將以外全是陸軍大將。

### 韓国統監
| 代数   | 姓名     | 肖像 | 就任                       | 離任                      | 军衔与任前、任后职务                                                    |
| ------ | -------- | ---- | -------------------------- | ------------------------- | ----------------------------------------------------------------------- |
| 首任   | 伊藤博文 |      | 1906年（明治39年）12月21日 | 1909年（明治42年）6月14日 | 内阁总理大臣                                                            |
| 第二任 | 曾禰荒助 |      | 1909年（明治42年）6月15日  | 1910年（明治43年）5月30日 | 貴族院勅選議員、枢密顧問官                                              |
| 第三任 | 寺內正毅 |      | 1910年（明治43年）5月30日  | 1910年（明治43年）10月1日 | 元帥陸軍大将、内阁总理大臣 （兼任、本职陸相由統監山縣伊三郎掌實務實務） |

### 朝鮮總督
| 代数     | 姓名       | 肖像 | 就任                      | 離任                      | 军衔与任后职务                                                           |
| -------- | ---------- | ---- | ------------------------- | ------------------------- | ------------------------------------------------------------------------ |
| 首任     | 寺內正毅   |      | 1910年（明治43年）10月1日 | 1916年（大正5年）10月14日 | 元帥陸軍大将、内閣总理大臣 （兼任，1911年8月30日兼任陸相，同日以降專任） |
| 第二任   | 長谷川好道 |      | 1916年（大正5年）10月14日 | 1919年（大正8年）8月12日  | 元帥陸軍大将                                                             |
| 第三任   | 斋藤实     |      | 1919年（大正8年）8月13日  | 1927年（昭和2年）12月10日 | 海軍大将、内閣总理大臣                                                   |
| 臨時代理 | 宇垣一成   |      | 1927年（昭和2年）4月15日  | 1927年（昭和2年）10月1日  | 陸軍大将                                                                 |
| 第四任   | 山梨半造   |      | 1927年（昭和2年）12月10日 | 1929年（昭和4年）8月17日  | 陸軍大将                                                                 |
| 第五任   | 斋藤实     |      | 1929年（昭和4年）8月17日  | 1931年（昭和6年）6月17日  | 海軍大将、内閣总理大臣                                                   |
| 第六任   | 宇垣一成   |      | 1931年（昭和6年）6月17日  | 1936年（昭和11年）8月5日  | 陸軍大将                                                                 |
| 第七任   | 南次郎     |      | 1936年（昭和11年）8月5日  | 1942年（昭和17年）5月29日 | 陸軍大将                                                                 |
| 第八任   | 小矶国昭   |      | 1942年（昭和17年）5月29日 | 1944年（昭和19年）7月22日 | 陸軍大将、内閣总理大臣                                                   |
| 第九任   | 阿部信行   |      | 1944年（昭和19年）7月24日 | 1945年（昭和20年）9月28日 | 陸軍大将                                                                 |